# Террористический акт под Нанга Парбат (2013)
Террористический акт под Нанга Парбат (2013)  — нападение террористов 23 июня 2013 года на палаточный лагерь иностранных альпинистов на горе Нанга-Парбат, девятой по высоте в мире. В результате вооружённого нападения погибло одиннадцать человек, представлявших Украину, Словакию, Литву, Китай, США, Непал и Пакистан.

## Ход нападения
В ночь с 22 на 23 июня 2013 года, приблизительно в 00:30 по местному времени, в базовый лагерь под горой Нанга Парбат (округ Гилгит-Балтистан) ворвались от 15 до 16 боевиков и расстреляли десятерых туристов и гражданина Пакистана. Боевики были переодеты в форму погранвойск Пакистана — военизированной полиции, которая патрулирует пограничные районы. Атака на альпинистов стала первым подобным инцидентом в Кашмире.
Предположительно, сведения о группе иностранцев боевики получили от двух пакистанских гидов, сопровождавших альпинистов в горы: лагерь находится в труднодоступном месте на высоте 4 200 м над уровнем моря и добраться до него можно лишь с опытным проводником. По информации полиции округа Диамер, среди погибших находился один из похищенных террористами проводников. Второй гид позже был опрошен следователями. Он утверждал, что мировые СМИ имеют неточную информацию, так как к лагерю путешественников вели не местные жители, а убитый альпинист из Непала Сона Шерпа. Среди жертв из местных жителей одни источники указывают повара из долины Хуше.
В результате террористического акта также могли пострадать и другие альпинисты. Одному из участников похода, гражданину Латвии, удалось избежать печальной участи благодаря тому, что на время отлучился от лагеря. Ещё один альпинист из Китая Чжан Цзинчуань спрятался от нападавших и остался жив. На пресс-конференции он заявил, что в него также стреляли, но он избежал участи других членов отряда, поскольку смог убежать от преступников и затаиться в глубокой траншее в тридцати метрах от лагеря. По его словам, он прятался сорок минут, после чего выбрался из траншеи и, добравшись до лагеря, позвонил по спутниковому телефону в полицию. Сотрудники правоохранительных органов прибыли на место трагедии спустя девять часов.
Для расследования убийства в Пакистане была создана специальная комиссия, куда вошли представители армии, полиции и других разведывательных ведомств.
Через четыре дня после трагедии полиция идентифицировала нападавших. Ими оказались местные жители из Диамера, Маншехра и Кохистана.
Ответственность за теракт взяла на себя группировка «Джундалла». Также о своей причастности к смертям заявили пакистанские талибы. Последние объявили, что их террористическая акция была актом возмездия за убийство американскими спецслужбами Вали-ур-Рехмана, бывшего вторым лицом в движении Техрик Талибан-и-Пакистан.
Главный секретарь Гилгит-Балтистана Мунир Ахмед Бадини выразил сомнение, что нападавшие причастны к бандформированию пакистанских талибов, но подтвердил, что члены группировки были обучены в Зоне племён, значительная часть которой управляется талибами.

## Жертвы
| # | Страна                    | ФИО                                                          | Примечание |  |
| - | ------------------------- | ------------------------------------------------------------ | --- |  |
| 3 | Украина                   | - Игорь Свергун, 47 - Бадави Кашаев, 54 - Дмитрий Коняев, 43 | Свергун возглавлял экспедицию, имел 6 успешных восхождений на другие восьмитысячники Все трое погибших были из Харькова.  |  |
| 2 | Словакия                  | - Антон Добеш, 50 - Петер Шперка, 57                         | Словаки, которые участвовали в украинской экспедиции Свергуна.                                                            |  |
| 2 | Китай                     | - Ян Чуньфэн), 45 - Жао Цзяньфэн), 48                        | Ян был ведущим китайским альпинистом с успешными восхождениями на 11 восьмитысячников. Жао взошёл на 10 восьмитысячников. |  |
| 1 | Соединённые Штаты Америки | - Хунлу Чэнь, 50                                             | Китайский альпинист с американским гражданством, работал директором в компании Qualcomm.                                  |  |
| 1 | Литва                     | - Эрнестас Маркшайтис, 44                                    | Литовец, который участвовал в международной экспедиции на Нанга-Парбат под руководством Ольги Джик.                       |  |
| 1 | Непал                     | - Сона Шерпа, 35                                             | Шерпа, который, в том числе, участвовал в успешной экспедиции на K2 в 2012 году.                                          |  |
| 1 | Пакистан                  | - Али Хусейн, 28                                             | Повар из Пакистана. |  |

## Последствия и комментарии
Девятая по высоте мировая вершина Нанга-Парбат много лет пользовалась популярностью среди туристов из разных стран. После теракта видные альпинисты со всего мира неоднократно заявляли, что Северный Пакистан на долгое время закрыт для путешественников, поскольку эта территория представляет реальную угрозу в лице террористов. В то же время, ряд альпинистских клубов из Японии, Испании, Канады решили не отменять запланированные поездки в Кашмир и даже высказали удовлетворение мерами безопасности в регионе.
Ранее окрестности Нангапарбата считались достаточно безопасными, хотя случались эпизодические нападения суннитской террористической группировки на мусульман-шиитов.
- Пакистан — Президент и Премьер-министр Пакистана Асиф али Зардари и Наваз Шариф выступили с осуждением действий террористов.

Губернатор Гилгит-Балтистана Сайед Мехди Шах:

«Многие туристы приезжают в этот район летом, это хороший источник дохода для местных жителей. Трагические события коснутся не только нашей области, но и негативно скажутся на всём Пакистане»— BBC
.
24 июня тысячи жителей Гилгит-Балтистана вышли на улицы, чтобы выразить солидарность с родственниками погибших альпинистов. Многие магазины и предприятия также объявили о том, что в этот день они не работают. 25 июня состоялась ещё одна акция в поддержку семей погибших. В ней приняли участие члены правительства и общественных организаций.
Вслед за Международным союзом альпинистских ассоциаций преступления террористов осудил и клуб альпинистов Пакистана.
- ООН — Генеральный секретарь ООН Пан Ги Мун выразил глубокую обеспокоенность волной насилия в Пакистане:

«ООН будет предоставлять любую поддержку пакистанскому правительству перед лицом терроризма и экстремизма»— Pakistantimesusa
.
- ФРГ — В связи с нападением на путешественников, два альпинистских отряда из Германии отменили свои планы покорить вершину Нангапарбат.
- Украина — МИД Украины осудил нападение террористов и потребовал у правительства Пакистана компенсацию за утрату и привлечение нападавших к ответственности[21].

На панихиду по погибшим харьковским альпинистам пришли около 1000 человек. Панихиду провели 30 июня в Харьковском Дворце культуры при ГУМВДУ в Харьковской области.
- Китай — Правительство Китая приняло угрожающую позицию и выступило с требованиями строго наказать виновных в смерти их граждан.
- Латвия — Министр иностранных дел Латвии Эдгар Ринкевич:

«Наш альпинист находился вне лагеря во время атаки. Счастливая случайность. Однако, это ещё одно напоминание, что никто из нас не застрахован от нападения террористов»— Портал «Новости Латвии»
.

## Расследование
7 августа 2013 года в районе Диамера была расстреляна группа полицейских, расследовавших теракт.